# اچ‌ام‌ای‌اس وندتا (دی۰۸)
اچ‌ام‌ای‌اس وندتا (دی۰۸) (به انگلیسی: HMAS Vendetta (D08)) یک کشتی بود که طول آن ۳۹۰ فوت (۱۲۰ متر) بود. این کشتی در سال ۱۹۵۴ ساخته شد.